# Canal de Zwijnaarde
El canal de Zwijnaarde també anomenat Nieuwe Schelde (traducció: 'Escalda nou') és un antic braç de l'Escalda a Gant a Bèlgica. Només un petit tram és navegable en fer l'enllaç entre l'Escalda i el canal circular Ringvaart. Al nord, enllà del del Ringvaart, el braç s'ha integrat al parc natural de 25 hectàrees els Liedermeersen al municipi de Merelbeke, on es troba una vegatació i la fauna típiques d'aigües mortes. Un altre tram s'ha colgat per a fer l'aparcament del mateix parc.